# Nèfol
Nèfol es una localidad española del municipio leridano de Bellver de Cerdaña, en la comunidad autónoma de Cataluña.

## Historia
A mediados del siglo XIX, la localidad era mencionada como una aldea del municipio de Bellver. Aparece descrita en el duodécimo volumen del Diccionario geográfico-estadístico-histórico de España y sus posesiones de Ultramar de Pascual Madoz de la siguiente manera: 

NEFOL: ald. del distrito municipal de Bellver (1/2 leg.), en la prov. de Lérida (24), part. jud. y dióc. de Seo de Urgel (4), aud. terr. y c. g. de Barcelona (21): sit. en la pendiente de un cerro que baja como ramal de la montaña de Gadí en la Cerdaña Española; clima: frio y sano, combatido por todos los vientos: tiene 16 casas, igl. dependiente de la parr. de Pi, y cementerio separado del pueblo: confina el térm. por N. con el de Bellver; E, el de Badís; S. Montaña de Cadi, y O. térm. de Nas y Santa Eugenia. El terreno es de mediana calidad y le cruzan los caminos que dirigen á Bellver y Seo de Urgel, en regular estado: recibe la correspondencia por espreso de la estafeta de Bellver: prod.: trigo, legumbres y patatas: cria ganado mular, vacuno, lanar y de cerda, y caza de perdices y liebres: pobl. (V. Pi).
(Madoz, 1849, p. 147)

En 2021 la localidad se encontraba deshabitada de acuerdo al censo del INE.